# Siège de Nanao
Le siège de Nanao de 1577 est un des nombreux sièges entrepris par Uesugi Kenshin, un daimyo de l'époque Sengoku de l'histoire du Japon. Le château de Nanao, alors en possession de Hatakeyama Yoshitaka, est d'abord attaqué par le chef des Uesugi, Uesugi Kenshin en 1567. 
Dix ans plus tard, en 1577, Kenshin réduit les forteresses isolées qui soutiennent le château de Nanao, ce qui amène un nouveau siège. Le château tient jusqu'à l'automne, date à laquelle Yoshitaka envoie un message à Oda Nobunaga afin d'obtenir son aide. Avant que Nobunaga ait le temps de répondre cependant, le château est tombé, en partie par la maladie au sein de la garnison qui finit même par coûter sa vie à Yoshitaka lui-même. Un traître parmi les Hatakeyama a ouvert les portes à Kenshin, contribuant ainsi de manière décisive à la chute du château.

## Source de la traduction
- (en) Cet article est partiellement ou en totalité issu de l’article de Wikipédia en anglais intitulé « Siege of Nanao » (voir la liste des auteurs).